# 天开塔
天开塔在北京市房山区岳各庄乡天开村南的山坡上，由于年久失修，现在只有基座和两层塔身。

## 塔建历史
天开塔位于原天开寺中，天开寺始建于汉代，辽代时最为兴盛，毁于金末战乱。天开塔是唐朝时良乡护世寺僧人法询和法艺创建的。唐代龙朔三年（663年）建成此塔，将释迦牟尼的佛舍利十五粒安葬于此。辽代重修此塔，在乾统十年（1110年）七月七日建成，并将新造的小舍利塔放入塔下地宫供奉。1990年6月，地宫被偶然发现，发现大量辽代文物，现存云居寺。现在天开塔为区级文物保护单位。

## 地宫

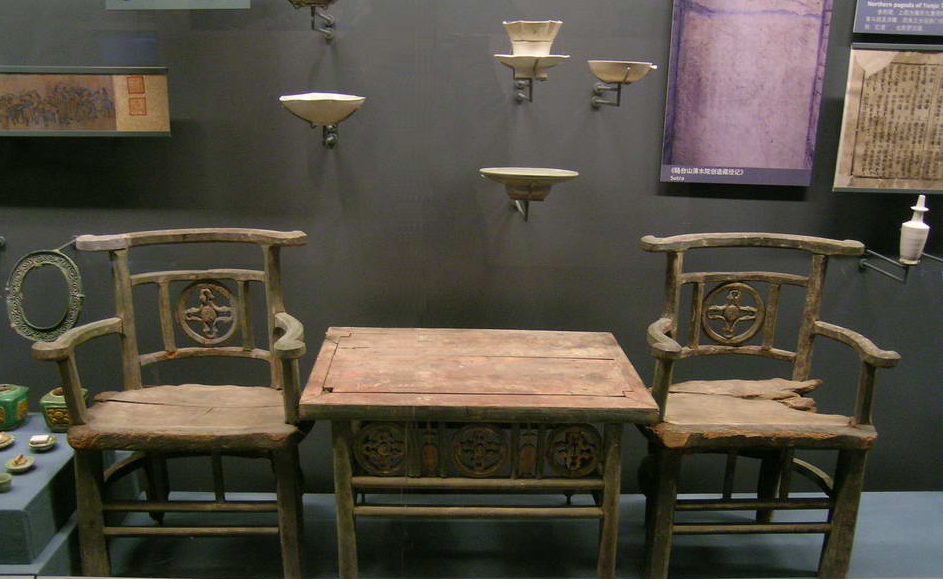
天开塔地宫出土的辽代家具

地宫顶部为穹窿形，比上有砖雕和唐代风格的彩画。地宫中出土的小塔为经幢式塔，塔身为一个石函，内藏佛舍利。还发掘出瓷器、银器、铜器、木制家具等随葬文物。原来对天开塔的建造年代一直不能确定，随着地宫的发现，开天塔的身世也天下大白了。

## 建筑特点
开天塔为砖结构八角形楼阁式塔，现存塔基为两层须弥座，下层用新砖补砌过，上层只剩五面塔身，上面残留着一些砖雕。须弥座上有砖雕斗拱来承托塔身。塔身为八角楼阁式，东西南北改开一座券门，其他四面有砖雕假窗。裸露出塔心里有八角形中心柱塔，柱与外墙之间是回廊，上下各层有爬梯贯通。斗拱之上的塔身已残破。